# Вайдере, Инесе
Инесе Вайдере (латыш. Inese Vaidere, род. 3 сентября 1952 года, Елгава) — латвийский политик и экономист (Dr. oec), депутат Европейского парламента с 20 июля 2004 года.

## Биография
Кандидатская диссертация Вайдере: «Государственное монопольное регулирование экономических региональных структур Федеративной Республики Германия» была защищена в 1983 году. Член КПСС с 1977 года, секретарь партийного комитета факультета Латвийского университета.
В 1990 году Вайдере работала в научной программе «Структурная экономическая политика ФРГ» в Киле во Всемирном институте экономики. Ассоциированный профессор Латвийского университета. Депутат 8-го Сейма Латвии и Рижской думы. В конце 2011 года и в начале 2012 года выступала с националистической риторикой, направленной против русского языка и на разжигание межнациональной розни, как пример высказывание «Хотя было бы правильно уважать русский язык (в Латвии) в такой же степени, как язык чукчей».
С 2019 года Вайдере работает в Европейском комитете по экономическим и валютным вопросам. Помимо своей работы в комитете Вайдере является членом международной группы Европейского парламента по вопросам борьбы с коррупцией и организованной преступностью.

## Партийная принадлежность
1977-1989 - КПСС (Компартия Латвии)
1993-1998 - Движение за национальную независимость Латвии
1998-2008 - Отечеству и свободе/ДННЛ
2008-2011 - Гражданский союз
С 2011 года — «Единство»/«Новое единство»

## Личная жизнь
Была замужем за спортивным журналистом Артуром Вайдерсом (1955 — 3 октября 2016). У пары две дочери: Бригита (Brigita) и Лига (Līga).